# Карл Молль
Карл Молль (нім. Carl Moll; 23 квітня 1861, Відень — 13 квітня 1945, Відень) — австрійський художник епохи югендстиля.

## Біографія
Молль навчався у віденській Академії образотворчих мистецтв у 1880—1881 роках. у Християна Гріпенкерля. Пізніше став учнем і помічником художника-пейзажиста Еміля Якоба Шиндлера. Після смерті Шиндлера у 1892 році Молль одружився з його вдовою й тим самим став вітчимом його дочки Альми.
У 1897 році Молль стає одним із співзасновників Віденського сецесіону. Учасники Сецесіону проводили у Відні виставки сучасного мистецтва, з ініціативи Карла Молля в 1903 році у Відні була заснована «Сучасна галерея», що носить нині назву Австрійська галерея Бельведер.
У 1905 році Карл Молль разом з кількома художниками з групи Густава Клімта вийшов зі складу Віденського сецесіону. Як керівник Галереї Митке Молль зайнявся просуванням творчості Клімта. Він організовував виставки з участю художників з інших країн, завдяки Моллю у Відні вперше з'явилися роботи Вінсента ван Гога.
У 30-ті роки Молль проявив себе переконаним націонал-соціалістом. Після аншлюсу Австрії з гітлерівською Німеччиною у 1938 році падчерка Молля Альма Малер-Верфель була змушена тікати з Австрії зі своїм чоловіком єврейського походження, поетом Францем Верфелем. Кількома днями пізніше Молль забрав з Галереї Бельведер п'ять картин, які Альма передала в її розпорядження, від імені своєї дочки Марії Эбершталлер. Найціннішу з картин — «Літню ніч на пляжі» Едварда Мунка, Молль пізніше продав Галереї. Згідно з австрійським Законом про реституцію після тривалого судового розгляду ця картина була передана 9 травня 2007 року законної спадкоємиці Альми Малер-Верфель Марині Малер.
У 1945 році, коли радянські війська входили до Відня, Карл Молль разом зі своєю донькою та її чоловіком покінчив життя самогубством на своїй віллі. Він похований на віденському Гринцингском кладовищі.
Молль отримав визнання завдяки своїм великоформатним кольоровим літографіям і ксилографіям. Стиль його пізніх пейзажів змінився від площинної живопису, властивої Сецессиону, до більшої просторовості, а в пізні роки Молль дедалі більше зближувався з експресіонізмом.